# Najważniejszy dzień życia
Najważniejszy dzień życia – polski cykl filmów telewizyjnych z 1974 r. według scenariusza Andrzeja Zbycha.

## Charakterystyka
Poszczególne epizody łączy postać reportera radiowego (Janusz Bukowski), zadającego przechodniom pytanie o najważniejszy dzień w ich życiu. Opowiadane historie stanowią fabuły poszczególnych odcinków, których reżyserami byli Andrzej Konic, Sylwester Szyszko i Ryszard Ber.
Największą popularnością cieszyły się pierwsze dwa filmy cyklu – Uszczelka, o PRL-owskim dyrektorze, kwitującym kolejne problemy zdaniem „ja to załatwię” oraz Gra, o prostej wiejskiej kobiecie, która postanowiła wygrać w teleturnieju Wielka gra.

## Wystąpili
- Janusz Bukowski – reporter
- Henryk Bąk – dyrektor Aleksander Sochacki
- Edmund Fetting – dyrektor naczelny
- Ryszard Pietruski – przewodniczący rady zakładowej Heniek Grzelak
- Maciej Rayzacher – wiceprzewodniczący rady zakładowej Tadeusz Borelak
- Ryszarda Hanin – Melania Kicała
- Jan Orsza – uczestnik „Wielkiej Gry"
- Marian Kociniak – Stefan Kozłowski, zięć Melanii Kicały
- Joanna Jędryka – Danka, córka Melanii Kicały
- Bolesław Płotnicki – mierniczy Jan Miszczak
- Stanisław Niwiński – dyrektor Stefan Stolarek
- Tadeusz Janczar – inżynier Markowski
- Zygmunt Kęstowicz – pułkownik Stefko
- Anna Seniuk – Marta Chwalkówna
- Zdzisław Wardejn – docent Andrzej Śliwiński
- Stanisław Michalski – sierżant Marczak z Komendy Stołecznej
- Witold Dębicki – Krzysztof Kulak
- Stefan Szramel − kolega Krzysztofa z Krakowa
- Zbigniew Józefowicz – sekretarz POP Michał Łoś
- Jan Machulski – inżynier Urban Budny
- Janusz Kłosiński − burmistrz Włodzimierz Kalita
- Witold Pyrkosz − milicjant Antek Krzemek
- Zygmunt Zintel − sekretarz magistratu Aleksander Bocianowski
- Andrzej Kierc − Franek Kulewiak
- Anna Dymna − Iwona
- Genowefa Korska − Widakowa
- Zbigniew Lesień − Antoni Grzebiak
- Stanisław Sparażyński − mężczyzna w gospodzie
- Ryszard Dembiński − inżynier Bielak, kolega Markowskiego
- Andrzej Gazdeczka − chłop
- Stanisław Zatłoka − radiotechnik
- Andrzej Grąziewicz − Tadek Trześniak, brat Marysi
- Wojciech Ziętarski − nauczyciel Janik „Tyka"
- Krzysztof Stroiński − Stefan Stolarek w młodości
- Krzysztof Kowalewski − ksiądz
- Maciej Grzybowski − kolega Borelaka
- Tadeusz Schmidt − Wojtasik, przewodniczący rady narodowej
- Henryk Dudziński − robotnik
- Izabella Olszewska − nauczycielka Kaczyńska
- Cezary Kussyk

## Tytuły poszczególnych odcinków
1. Uszczelka
2. Gra
3. Strzał
4. Gąszcz
5. Telefon
6. Broda
7. Katastrofa
8. Złoto
9. Karuzela

## Zdjęcia
- Warszawa, Wieliczka, Siersza, Olkusz, Giżycko, Ryn